# Gerry Jones (Fußballspieler, 1945)
Gerald „Gerry“ Jones (* 30. Dezember 1945 in Burslem; † 18. August 2021 in Staffordshire) war ein englischer Fußballspieler.

## Karriere
Der aus einem Teilbezirk von Stoke-on-Trent stammende Jones schloss sich 1962 dem lokalen Profiklub Stoke City an. Im Sommer 1963 erhielt er von Trainer Tony Waddington seinen ersten Profivertrag angeboten und debütierte im Februar 1965 bei einer 1:3-Niederlage gegen Nottingham Forest an der Seite des Innensturmtrios Dennis Viollet, John Ritchie und Jimmy McIlroy in der Football League First Division. Jones kam auch an den folgenden beiden Spieltagen zum Einsatz, bevor der im März 1965 für 30.000 Pfund von Aston Villa verpflichtete Harry Burrows für die nächsten Jahre auf Linksaußen gesetzt war. Jones kam in den folgenden Jahren als Vertretung von Burrows noch zu vier weiteren Erstligaeinsätzen, letztmals im März 1967; wenige Wochen zuvor war er bei einem 3:1-Testspielsieg gegen die Glasgow Rangers als Torschütze erfolgreich gewesen.
Im April 1968 wurde er von Colin Hutchinson zu den Stafford Rangers in die Cheshire County League geholt, bei denen er als linker Halbstürmer vorgestellt wurde. Bereits in den folgenden Wochen fiel er mit seinen Leistungen auf, zum Gewinn des Ligapokals der Cheshire County League gegen den FC Runcorn trug er beim 3:2-Hinspielerfolg mit einem Doppelpack bei, nach dem 1:1 im Rückspiel schrieb die Runcorn Weekly News: „Ein Spieler machte den Unterschied zwischen Erfolg und Misserfolg [...] Gerry Jones, der Stafford-Star auf halblinks, war zweifelsohne der Grund für den erfolglosen Versuch der Linnets [Anm: Spitzname des FC Runcorn] auf den Gewinn der Challenge Trophy.“
In der Saison 1968/69 wurde der Klub Vizemeister der Cheshire League und damit in die ein Jahr zuvor gegründete Northern Premier League aufgenommen. Dort gehörte man ebenfalls zu den Spitzenteams, zur erfolgreichsten Saison wurde die Spielzeit 1971/72. Neben dem Gewinn der Meisterschaft und des Staffordshire Senior Cups gelang auch der Gewinn der FA Trophy, dem wichtigsten Pokalwettbewerb für Mannschaften außerhalb der Football League. Im Londoner Wembley-Stadion wurde der FC Barnet vor 24.000 Zuschauern mit 3:0 besiegt, Jones war an zwei erzielten Toren unmittelbar beteiligt.
Nachdem in der Presse bereits im Sommer 1973 über einen möglichen Abgang von Jones nach dessen Formverlust spekuliert worden war, erhielt er nach der Saison 1973/74 keinen neuen Vertrag angeboten und verließ den Klub nach 303 Pflichtspieleinsätzen und 46 -toren. Stattdessen war ein Probetraining beim Profiklub Port Vale im Gespräch,  letztlich hatte er zu Beginn der Saison 1974/75 zwei Ligaauftritte bei Staffords Ligakonkurrenten Macclesfield Town. Bereits im Oktober 1974 war er unter seinem vormaligen Trainer Hutchinson als Probespieler in der Cheshire League bei Nantwich Town aktiv, verließ den Klub aber mit Ablauf seiner Probezeit nach einem Monat und kehrte zu den Stafford Rangers zurück, bei denen er sich – letztlich erfolglos – über die Reservemannschaft für die erste Mannschaft empfehlen sollte.
Jones betrieb bereits während seiner Zeit bei den Rangers einen Friseursalon in Stafford. Zur Saison 1976/77 war er nochmals bei den Stafford Rangers tätig, als Teil des Trainerstabs. Ende der 1980er und Anfang der 1990er war Jones in der Sportart Bowls für den in Blythe Bridge beheimateten White Cock BC aktiv und brachte es zum Auswahlspieler für das County Staffordshire.